# Nekrolog 1872
2
Nekrolog
◄◄
| ◄
| 1868
| 1869
| 1870
| 1871
| 1872 | 1873 | 1874 | 1875 | 1876 | ► | ►►
Weitere Ereignisse | Allgemeiner Nekrolog 1872
Die Beschreibung der verstorbenen Person sollte so kurz wie möglich gehalten sein und nur deren signifikante Tätigkeit(en) enthalten.
Neue Namen ggf. auch unter dem Geburts- und Sterbedatum, also etwa unter 1. Januar und im Geburts- und Sterbejahr (2024) eintragen (nur bei entsprechender großer Wichtigkeit). Für Beispiele siehe die schon vorhandenen Artikel.
Außerdem über die fünf zuletzt Verstorbenen, zu denen es einen ausreichend guten Artikel für eine Präsentation auf der Hauptseite gibt, nach der todesbedingten Überarbeitung der Artikel ggf. auch unter Wikipedia Diskussion:Hauptseite informieren und sie am besten auch in den anderen Wikipedia-Sprachversionen eintragen. Tipp: Regelmäßig bei news.google.de nach „ist tot“, „gestorben“ oder „verstorben“ suchen.
Wenn eine Person gestorben ist, gibt es viele Seiten zu dieser Person in der Wikipedia, die davon auch betroffen sind und entsprechend aktualisiert werden müssen. Beispiele: Namenübersichtsseite, Geburtsjahr, Geburtsort-Seiten und viele mehr.
Wie finde ich die betroffenen Seiten?
Im Suchfeld auf der linken Seite gibt man den Suchbegriff so ein: „Vorname Nachname“. Dann klickt man auf Volltext und alle Seiten mit entsprechendem Suchtext werden aufgerufen. Hier sieht man dann schnell, wo auch das Todesjahr Sinn macht oder sogar ein Teil des Artikels angepasst werden muss. Auch hilft das „Werkzeug“ auf der linken Seite sehr gut, um solche Seiten aufzufinden: „Links auf diese Seite“. Somit ist die Wikipedia wieder aktuell in allen Bereichen! Hinweis: bei Eintragung der Kategorie „Gestorben JAHR“ wird der Missbrauchsfilter 49 ausgelöst, was jedoch nicht schlimm ist. Siehe: Spezial:Missbrauchsfilter/49
Dies ist eine Liste von im Jahr 1872 verstorbenen bekannten Persönlichkeiten. Die Einträge erfolgen innerhalb der einzelnen Daten alphabetisch sortiert. Tiere sind im Nekrolog für Tiere zu finden.

## Januar
| Tag              | Name                             | Beruf, bekannt als                                                                                       | Alter | Beleg |
| ---------------- | -------------------------------- | --- | ----- | ----- |
| 2. Januar        | Luise Brockhaus                  | deutsche Schauspielerin                                                                                  | 66    |       |
| 2. Januar        | Wilhelm Löhe                     | deutscher evangelischer Theologe                                                                         | 63    |       |
| 2. Januar        | Ludolf Wienbarg                  | deutscher Schriftsteller des Vormärz                                                                     | 69    |       |
| 3. Januar        | Frederik August Paludan          | dänischer Seeoffizier                                                                                    | 79    |       |
| 4. Januar        | Wilhelm von Dönniges             | deutscher Historiker und Diplomat                                                                        | 57    |       |
| 4. Januar        | Arnold Naudain                   | US-amerikanischer Politiker                                                                              | 81    |       |
| 5. Januar        | Theodor Goltdammer               | deutscher Jurist und Richter                                                                             | 71    |       |
| 5. Januar        | Kereopa Te Rau                   | Führer des Pai Marire                                                                                    |       |       |
| 5. Januar        | John Blair Smith Todd            | US-amerikanischer Politiker                                                                              | 57    |       |
| 5. Januar        | Eduard Warrens                   | österreichischer Journalist und Publizist deutscher Abstammung                                           |       |       |
| 6. Januar        | James Fisk                       | US-amerikanischer Unternehmer                                                                            | 37    |       |
| 7. Januar        | Archibald Atkinson               | US-amerikanischer Politiker                                                                              | 79    |       |
| 7. Januar        | Johann Baptist Müller-Melchiors  | Landtagsabgeordneter Großherzogtum Hessen                                                                | 56    |       |
| 9. Januar        | Henry Wager Halleck              | General der US-Armee                                                                                     | 56    |       |
| 10. Januar       | Charles Combes                   | französischer Ingenieur                                                                                  | 70    |       |
| 10. Januar       | William Hamilton MacFarland      | US-amerikanischer Politiker                                                                              | 72    |       |
| 11. Januar       | Gustav von Hohe                  | bayerischer Verwaltungsbeamter                                                                           | 71    |       |
| 13. Januar       | Alessandro Borgia                | Profess-Großkreuz-Bailli des Souveränen Malteserordens, Ordensoberhaupt als Statthalter des Großmeisters | 88    |       |
| 13. Januar       | Otto von Münchhausen             | deutscher Landrat                                                                                        | 91    |       |
| 13. Januar       | Adolf von Spiegel zu Peckelsheim | deutscher Gutsbesitzer und preußischer Landrat                                                           | 62    |       |
| 14. Januar       | Joseph Christoph Keßler          | deutscher Pianist und Komponist                                                                          | 71    |       |
| 14. Januar       | John McGill                      | US-amerikanischer Geistlicher, Bischof von Richmond                                                      | 62    |       |
| 15. Januar       | John King                        | britischer Soldat und Entdeckungsreisender                                                               | 30    |       |
| 15. / 16. Januar | Vincenz Grimm                    | österreichisch-ungarischer Kunsthändler, Lithograf, Kartograf, Kunstmaler und Schachspieler              |       |       |
| 15. Januar       | Christian Petersen               | deutscher Altphilologe und Bibliothekar in Hamburg                                                       | 69    |       |
| 16. Januar       | Christian Sartorius              | deutscher Theologe, Pädagoge und Schriftsteller                                                          | 75    |       |
| 17. Januar       | Andreas Niedermayer              | deutscher Priester, Historiker, Autor                                                                    | 36    |       |
| 17. Januar       | Anton Friedrich Spring           | deutscher Mediziner, Botaniker und Naturwissenschaftler                                                  | 57    |       |
| 17. Januar       | Rudolf Tschirch                  | deutscher Dirigent                                                                                       | 46    |       |
| 18. Januar       | Caroline von Hessen-Homburg      | Regentin des Fürstentums Reuß-Greiz                                                                      | 52    |       |
| 18. Januar       | Pietro Kandler                   | italienischer Historiker                                                                                 | 67    |       |
| 19. Januar       | Friedrich Lossow                 | deutscher Maler                                                                                          | 34    |       |
| 19. Januar       | Adolph Schliemann                | Reichsoberhandelsgerichtsrat, deutscher Jurist, Theologe und Schachexperte                               | 54    |       |
| 20. Januar       | David S. Jackson                 | US-amerikanischer Politiker                                                                              |       |       |
| 20. Januar       | Pawel Iwanowitsch Jakuschkin     | russischer Schriftsteller, ethnographischer Philologe und Anthropologe                                   | 49    |       |
| 20. Januar       | Edward Stamp                     | englischer Seefahrer und Unternehmer                                                                     | 57    |       |
| 21. Januar       | László Bíró de Kezdi-Polany      | Bischof der römisch-katholischen Kirche von Sathmar                                                      | 66    |       |
| 21. Januar       | Thomas Bragg                     | US-amerikanischer Politiker                                                                              | 61    |       |
| 21. Januar       | Carl Wilhelm Freundlich          | estnischer Schriftsteller                                                                                | 68    |       |
| 21. Januar       | Franz Grillparzer                | österreichischer Dramatiker                                                                              | 81    |       |
| 21. Januar       | Christian Friedrich Koch         | deutscher Jurist                                                                                         | 73    |       |
| 21. Januar       | Adolf Nicolai                    | deutscher Unternehmer und Kirchenlieddichter                                                             | 66    |       |
| 21. Januar       | Reuben Robie                     | US-amerikanischer Politiker                                                                              | 72    |       |
| 21. Januar       | Bedros Tourian                   | armenischer Dichter, Dramaturg und Schauspieler                                                          | 20    |       |
| 22. Januar       | Franz von Elsholtz               | deutscher Dichter und Schriftsteller                                                                     | 80    |       |
| 22. Januar       | Luise von Plönnies               | deutsche Dichterin, Autorin und Übersetzerin                                                             | 68    |       |
| 23. Januar       | Aline Hundt                      | deutsche Pianistin, Klavierlehrerin, Dirigentin und Komponistin                                          | 36    |       |
| 24. Januar       | Friedrich Adolf Trendelenburg    | deutscher Philosoph                                                                                      | 69    |       |
| 25. Januar       | Ezra Dean                        | US-amerikanischer Politiker (Demokratische Partei)                                                       | 76    |       |
| 25. Januar       | Richard Stoddert Ewell           | US-amerikanischer General im konföderierten Heer im Amerikanischen Bürgerkrieg                           | 54    |       |
| 25. Januar       | Giuseppe Govone                  | italienischer Generalmajor                                                                               | 46    |       |
| 25. Januar       | Friedrich Held                   | deutscher Malakologe                                                                                     | 59    |       |
| 25. Januar       | Gustav Eduard von Hindersin      | preußischer General der Infanterie                                                                       | 67    |       |
| 25. Januar       | Bernhard von Kerssenbrock        | deutscher Landrat                                                                                        | 71    |       |
| 25. Januar       | Franz Kreuzer                    | deutscher Xylograph und Landschaftsmaler                                                                 | 52    |       |
| 25. Januar       | James F. Randolph                | US-amerikanischer Politiker                                                                              | 80    |       |
| 26. Januar       | Franz Xaver Reithmayr            | deutscher Theologe                                                                                       | 62    |       |
| 26. Januar       | Heinrich Riemann                 | deutscher Burschenschafter und Theologe                                                                  | 78    |       |
| 27. Januar       | William Baird                    | britischer Zoologe                                                                                       | 69    |       |
| 28. Januar       | Samuel Déglon                    | Schweizer Politiker                                                                                      | 70    |       |
| 28. Januar       | Norman Eddy                      | US-amerikanischer Politiker                                                                              | 61    |       |
| 28. Januar       | Amalie von Lasaulx               | Ordensschwester und Unterstützerin der Altkatholischen Kirche                                            | 56    |       |
| 29. Januar       | Peter Otto Clauß                 | deutscher Unternehmer und Politiker, MdL (Königreich Sachsen)                                            | 84    |       |
| 29. Januar       | Peter Eskilsson                  | schwedischer Genremaler                                                                                  | 51    |       |
| 29. Januar       | Friedrich Michels                | deutscher Chemiker und Fabrikdirektor                                                                    | 36    |       |
| 30. Januar       | Francis Rawdon Chesney           | britischer Forscher                                                                                      | 82    |       |
| 30. Januar       | Franz Xaver Ehmann               | österreichischer Baumeister, Wiener Stadtbaumeister und Architekt                                        |       |       |
| 30. Januar       | Georg Günther                    | Mitglied der Frankfurter Nationalversammlung                                                             | 63    |       |
| 30. Januar       | Karl Schädler                    | liechtensteinischer Politiker                                                                            | 67    |       |
| 31. Januar       | Jacob Heinrich Kaltschmidt       | deutscher Sprachwissenschaftler und Lexikograph                                                          |       |       |

## Februar
| Tag         | Name                                 | Beruf, bekannt als                                                               | Alter | Beleg |
| ----------- | ------------------------------------ | -------------------------------------------------------------------------------- | ----- | ----- |
| 1. Februar  | Bogumil Dawison                      | polnisch-deutscher Schauspieler                                                  | 53    |       |
| 2. Februar  | Gustav Laddey                        | deutscher Theaterschauspieler, -intendant und -regisseur                         | 75    |       |
| 2. Februar  | Ludwig Simon                         | deutscher Politiker                                                              | 52    |       |
| 3. Februar  | Joseph Buffington                    | US-amerikanischer Politiker                                                      | 68    |       |
| 4. Februar  | James Chapman                        | englischer Afrikaforscher                                                        | 40    |       |
| 4. Februar  | Friedrich Gottfried Leue             | deutscher Rechtsreformer                                                         | 70    |       |
| 6. Februar  | Wilhelm von Braun                    | anhaltischer Minister                                                            | 81    |       |
| 6. Februar  | James Charles Dale                   | englischer Naturwissenschaftler und Entomologe                                   |       |       |
| 6. Februar  | Thomas Phillipps                     | englischer Büchersammler                                                         | 79    |       |
| 7. Februar  | John L. Burns                        | US-amerikanischer Veteran und Teilnehmer der Schlacht von Gettysburg             | 78    |       |
| 7. Februar  | Julius Goesen                        | deutscher Richter und Parlamentarier                                             | 55    |       |
| 7. Februar  | Alphonse Gratry                      | französischer katholischer Religionslehrer und Priester                          | 66    |       |
| 7. Februar  | James W. Grimes                      | US-amerikanischer Politiker                                                      | 55    |       |
| 7. Februar  | Nikolai Alexejewitsch Miljutin       | Chefarchitekt der großen liberalen Reformen unter Alexander II.                  | 53    |       |
| 7. Februar  | Martin John Spalding                 | römisch-katholischer Geistlicher und Erzbischof von Baltimore                    | 61    |       |
| 8. Februar  | Samuel Birdsall                      | US-amerikanischer Jurist und Politiker                                           | 80    |       |
| 8. Februar  | Joseph Hotter                        | deutscher Jurist und Kommunalpolitiker, Bürgermeister von Ingolstadt             | 79    |       |
| 8. Februar  | Robert Treat Paine                   | US-amerikanischer Politiker                                                      | 59    |       |
| 10. Februar | Feodora zu Hohenlohe-Langenburg      | Herzogin von Sachsen-Meiningen                                                   | 32    |       |
| 10. Februar | Johann Ernst Nizze                   | Rektor des Rektor des Stralsunder Gymnasiums                                     | 83    |       |
| 12. Februar | Efisio Cugia                         | italienischer General                                                            | 53    |       |
| 12. Februar | Johann Georg Rau                     | katholischer Geistlicher und nassauischer Politiker                              | 62    |       |
| 12. Februar | Edward J. Roye                       | Präsident von Liberia                                                            | 57    |       |
| 14. Februar | Ferdinand Pettrich                   | deutscher Bildhauer                                                              | 73    |       |
| 14. Februar | Jan Lodewijk van Scherpenzeel Heusch | Herr von Mierlo, Mitglied der Frankfurter Nationalversammlung                    |       |       |
| 15. Februar | Wilhelm Theodor Oscar Casselmann     | deutscher Chemiker                                                               | 51    |       |
| 16. Februar | Johann Carl Bertram Stüve            | deutscher Politiker und Bürgermeister von Osnabrück                              | 73    |       |
| 17. Februar | Jose Burgos                          | philippinischer Priester                                                         | 35    |       |
| 17. Februar | Jan Karel van Goltstein              | niederländischer Politiker                                                       | 77    |       |
| 17. Februar | Mariano Gomez                        | philippinischer Priester                                                         | 72    |       |
| 17. Februar | Jacob Merten                         | deutscher römisch-katholischer Geistlicher, Theologe und Philosoph               | 62    |       |
| 17. Februar | Max August von Schilcher             | bayerischer Staatsmann                                                           | 77    |       |
| 17. Februar | Jacinto Zamora                       | philippinischer Priester                                                         | 36    |       |
| 18. Februar | Andreas-Friedrich Gerber             | Schweizer Arzt, Tierarzt, Erfinder und Fotograf                                  | 74    |       |
| 18. Februar | Peter Kaufmann                       | Nationalökonom und Vordenker der Friedensforschung                               | 68    |       |
| 19. Februar | Josef Leonhard Bernold               | Schweizer Politiker, Industrieller und Richter                                   | 62    |       |
| 19. Februar | Gustav Friedrich Oehler              | deutscher Theologe und Hochschullehrer                                           | 59    |       |
| 20. Februar | Manuel Pando Fernández de Pinedo     | Ministerpräsident von Spanien                                                    | 79    |       |
| 22. Februar | John Cradlebaugh                     | US-amerikanischer Politiker                                                      | 53    |       |
| 22. Februar | Franz Xaver Fieber                   | deutschstämmiger Entomologe                                                      | 64    |       |
| 22. Februar | Robert McDonald Jones                | US-amerikanischer Choctaw-Anführer, Plantagenbesitzer, Unternehmer und Politiker | 63    |       |
| 22. Februar | Ferdinand Kommerell                  | deutscher Mathematiker, württembergischer Lehrer und Universitätsprofessor       | 54    |       |
| 22. Februar | Moritz Abraham Levy                  | deutscher Rabbiner, Orientalist und Numismatiker                                 | 54    |       |
| 23. Februar | Ludwig von Edelsheim                 | badischer Minister                                                               | 48    |       |
| 24. Februar | Arthur Bitter                        | Schweizer Schriftsteller und Journalist                                          | 50    |       |
| 24. Februar | LeGrand Lockwood                     | US-amerikanischer Unternehmer und Bankier                                        | 51    |       |
| 24. Februar | Georg von Martens                    | Jurist, Reisender und Naturforscher                                              | 83    |       |
| 24. Februar | Auguste Salzmann                     | französischer Archäologe, Fotograf und Maler                                     | 47    |       |
| 24. Februar | William Webb Ellis                   | angeblicher Erfinder des Rugby                                                   | 65    |       |
| 26. Februar | Friedrich Bernet                     | Schweizer Jurist, Redakteur und Politiker                                        | 43    |       |
| 26. Februar | Harry Maitey                         | Erster Hawaiier in Preußen und Deutschland                                       | 64    |       |
| 26. Februar | Johann August Muttray                | preußischer Mediziner und Mitglied der Frankfurter Nationalversammlung           | 63    |       |
| 26. Februar | Alfred Waddington                    | kanadischer Politiker, Autor und Geschäftsmann                                   | 70    |       |
| 27. Februar | Peter Carl Geissler                  | deutscher Kupfer- und Stahlstecher, Maler und Verleger                           | 70    |       |
| 28. Februar | Robert H. Nugen                      | US-amerikanischer Politiker                                                      | 62    |       |
| 29. Februar | Leonhard Meisser                     | Schweizer reformierter Geistlicher und Kirchenlieddichter                        | 68    |       |
| 29. Februar | Eugenio de Ochoa                     | spanischer Schriftsteller und Kritiker                                           | 56    |       |
| 29. Februar | Engelbert Reismann                   | deutscher Priester                                                               | 62    |       |

## März
| Tag      | Name                                | Beruf, bekannt als                                                                       | Alter | Beleg |
| -------- | ----------------------------------- | ---------------------------------------------------------------------------------------- | ----- | ----- |
| 1. März  | Ferdinand Donandt                   | deutscher Jurist, Präsident der Bremer Bürgerschaft und bremischer Senator               | 68    |       |
| 3. März  | Augustus Bozzi Granville            | britischer Arzt und Autor                                                                | 88    |       |
| 3. März  | Franz Wilhelm Harsewinkel           | deutscher Maler                                                                          | 75    |       |
| 4. März  | Johann August Leberecht Brinckmann  | preußischer Generalmajor                                                                 | 81    |       |
| 4. März  | Carsten Hauch                       | dänischer Physiker und Schriftsteller                                                    | 81    |       |
| 4. März  | Johann Friedrich Raeder             | deutscher Kirchenlieddichter                                                             | 56    |       |
| 5. März  | Angel Kantschew                     | bulgarischer Revolutionär und Freiheitskämpfer                                           | 21    |       |
| 5. März  | Cornelius David Krieghoff           | kanadischer Maler                                                                        | 56    |       |
| 5. März  | William Henry Newman-Sherwood       | britisch-deutscher Arzt und Politiker                                                    | 59    |       |
| 6. März  | Heinrich Dirks                      | deutscher Jurist und Abgeordneter                                                        | 70    |       |
| 6. März  | Friedrich von Forell                | preußischer Landrat                                                                      | 60    |       |
| 6. März  | Theodor Goldstücker                 | deutscher Sanskritforscher                                                               | 51    |       |
| 6. März  | Benjamin Chew Howard                | US-amerikanischer Politiker                                                              | 80    |       |
| 7. März  | Carl Ferdinand Jänisch              | russischer Schachspieler                                                                 | 58    |       |
| 7. März  | Karl von Paschwitz                  | preußischer Oberstleutnant                                                               | 79    |       |
| 7. März  | Wilhelm Ulrich                      | Ministerialbeamter und Abgeordneter (Zentrum)                                            | 54    |       |
| 7. März  | Jacob Senewell Yost                 | US-amerikanischer Politiker                                                              | 70    |       |
| 8. März  | Adriana van Ravenswaay              | niederländische Stilllebenmalerin                                                        | 55    |       |
| 9. März  | Johann Mundy                        | österreichischer Unternehmer                                                             | 73    |       |
| 10. März | Mariane Bargiel                     | deutsche Pianistin, Sängerin (Sopran), Klavierlehrerin und die Mutter von Clara Schumann | 74    |       |
| 10. März | Friedrich Wilhelm Emil Försterling  | deutscher sozialdemokratischer Politiker                                                 | 44    |       |
| 10. März | Rudolf Hirsch                       | österreichischer Dichter                                                                 | 56    |       |
| 10. März | Giuseppe Mazzini                    | italienischer Jurist, Demokrat und Freiheitskämpfer im Rahmen des Risorgimento           | 66    |       |
| 10. März | Arnold Ruffieux                     | Schweizer Politiker und Staatskanzler des Kantons Freiburg                               |       |       |
| 12. März | Johann Nicolaus Jacob von Coll      | Bürgermeister in Zell an der Mosel                                                       | 91    |       |
| 12. März | Konrad Kocher                       | deutscher Organist und Komponist von Kirchenmusik                                        | 85    |       |
| 12. März | Anton Saurer                        | Schweizer Unternehmer                                                                    | 36    |       |
| 12. März | Warner Underwood                    | US-amerikanischer Politiker                                                              | 63    |       |
| 12. März | Zeng Guofan                         | chinesischer Beamter                                                                     | 60    |       |
| 13. März | August Heinrich Oberg               | deutscher Jurist, Mitglied der Frankfurter Nationalversammlung                           | 62    |       |
| 14. März | Josef Schlegel                      | österreichischer Politiker                                                               | 68    |       |
| 14. März | Rudolf von Sydow                    | deutscher Jurist, preußischer Legationsrat und Gesandter                                 | 66    |       |
| 15. März | George Eustis                       | US-amerikanischer Politiker                                                              | 43    |       |
| 15. März | François Jules Pictet               | Schweizer Zoologe und Paläontologe                                                       | 62    |       |
| 17. März | Hermann Eduard Anton                | deutscher Malakologe und Conchylien-Sammler, Buchhändler, Verleger und Kommunalpolitiker | 77    |       |
| 17. März | Carl Friedrich Solbrig              | deutscher Unternehmer und Politiker, Abgeordneter im Sächsischen Landtag                 | 65    |       |
| 19. März | Joseph Bates                        | gilt als Mitbegründer der Siebenten-Tags-Adventisten                                     | 79    |       |
| 19. März | Michel Lévy                         | französischer Generalarzt                                                                | 62    |       |
| 19. März | Max Simon                           | Jurist und Mitglied des Reichstags des Norddeutschen Bundes                              | 57    |       |
| 20. März | Andreas Groll                       | österreichischer Fotograf                                                                | 59    |       |
| 20. März | Francisco Palau y Quer              | spanischer Ordensgeistlicher, Unbeschuhter Karmelit                                      | 60    |       |
| 20. März | William Charles Wentworth           | Pionier Australiens, Politiker                                                           | 81    |       |
| 21. März | Gustaf Andersson                    | schwedischer Orgelbauer und Musiker                                                      |       |       |
| 21. März | Marcus Jochim Carl Klug             | deutscher evangelisch-lutherischer Pastor, Historiker und Bürgerschaftsmitglied          | 73    |       |
| 21. März | Smith Miller                        | US-amerikanischer Politiker                                                              | 67    |       |
| 22. März | Franz Xaver Pritz                   | Augustinerchorherr und katholischer Theologe                                             | 80    |       |
| 22. März | Friedrich Scheffer                  | deutscher Jurist und Abgeordneter                                                        | 77    |       |
| 23. März | August Klose                        | Oberbürgermeister der Stadt Karlsruhe                                                    | 80    |       |
| 23. März | Leberecht Uhlich                    | deutscher Theologe                                                                       | 73    |       |
| 23. März | Hugo Ulrich                         | deutscher Komponist                                                                      | 44    |       |
| 24. März | Heinrich Philipp Hedemann           | Jurist, Kommunalpolitiker und Berliner Bürgermeister                                     | 71    |       |
| 25. März | Leonhard von Hohenhausen            | bayerischer General der Kavallerie und Kriegsminister                                    | 83    |       |
| 26. März | Josef Dorfner                       | österreichischer Politiker                                                               | 51    |       |
| 26. März | Friedrich Wilhelm Held              | Journalist, Autor und Revolutionär                                                       | 58    |       |
| 26. März | Bernhard Ludwig Friedrich von Voltz | bayerischer Staatsrat                                                                    |       |       |
| 27. März | Raphael Kosch                       | deutscher Arzt und Politiker                                                             | 68    |       |
| 27. März | William Trousdale                   | US-amerikanischer Politiker, 15. Gouverneur von Tennessee                                | 81    |       |
| 28. März | Humphrey Marshall                   | US-amerikanischer Offizier und Politiker                                                 | 60    |       |
| 29. März | Isaac P. Walker                     | US-amerikanischer Politiker (Demokratische Partei)                                       | 56    |       |
| 30. März | Günther Ludwig Stuhlmann            | deutscher Unternehmer und Mäzen                                                          | 75    |       |
| 31. März | Christoph August Gersting           | deutscher Baumeister und Architekt                                                       | 69    |       |
| 31. März | Jules Guyot                         | französischer Arzt und Physiker                                                          |       |       |
| 31. März | Jan Adrianus Herklots               | niederländischer Zoologe                                                                 | 51    |       |
| 31. März | François Thury                      | Schweizer Politiker                                                                      | 65    |       |

## April
| Tag       | Name                                            | Beruf, bekannt als                                                                                | Alter | Beleg |
| --------- | ----------------------------------------------- | ------------------------------------------------------------------------------------------------- | ----- | ----- |
| 1. April  | William Frederick Horry                         | britischer Mörder                                                                                 | 28    |       |
| 1. April  | Hermann Knaur                                   | deutscher Bildhauer                                                                               | 60    |       |
| 1. April  | Hugo von Mohl                                   | deutscher Botaniker                                                                               | 66    |       |
| 1. April  | Martin Ohm                                      | deutscher Mathematiker                                                                            | 79    |       |
| 1. April  | Karl von Scheurlen                              | württembergischer Jurist und Innenminister                                                        | 47    |       |
| 1. April  | Gustav Franz Xaver von Schreiner                | österreichischer Jurist, Theologe und Politiker                                                   | 78    |       |
| 2. April  | Samuel F. B. Morse                              | US-amerikanischer Erfinder und Professor für Malerei, Plastik und Zeichenkunst                    | 80    |       |
| 2. April  | Gustav Parthey                                  | deutscher Philologe und Kunsthistoriker                                                           | 73    |       |
| 2. April  | Bertram Pfeiffer                                | deutscher Politiker, Bürgermeister von Essen                                                      | 74    |       |
| 3. April  | Michail Dmitrijewitsch Tebenkow                 | russischer Hydrograph                                                                             |       |       |
| 3. April  | Henriette Widerberg                             | schwedische Opernsängerin                                                                         | 75    |       |
| 5. April  | Samuel Galloway                                 | US-amerikanischer Politiker                                                                       | 61    |       |
| 6. April  | Otto Franz Fünfkirchen                          | österreichischer Gutsbesitzer, Landtagsabgeordneter, Landespräsident von Salzburg                 | 72    |       |
| 6. April  | Anton Halm                                      | österreichischer Komponist und Klavierlehrer                                                      | 82    |       |
| 6. April  | Adam August Krantz                              | deutscher Mineraloge                                                                              | 63    |       |
| 7. April  | Moses Bledso Corwin                             | US-amerikanischer Politiker                                                                       | 82    |       |
| 8. April  | Louisa Atkinson                                 | australische Botanikerin und Autorin                                                              | 38    |       |
| 8. April  | Johann Gustav Gallois                           | deutscher Jurist, Historiker und Politiker                                                        | 56    |       |
| 8. April  | Isidore Neelemans                               | belgischer Ingenieur und Unternehmer                                                              |       |       |
| 9. April  | Erastus Corning                                 | US-amerikanischer Politiker                                                                       | 77    |       |
| 10. April | Gustav Delius                                   | Unternehmer und Kommunalpolitiker                                                                 | 77    |       |
| 10. April | Ludwig Mehler                                   | deutscher Geistlicher, Theologe und Gymnasiallehrer                                               | 56    |       |
| 10. April | John Mix Stanley                                | US-amerikanischer Maler                                                                           | 58    |       |
| 12. April | Nikolaos Mantzaros                              | griechischer Komponist und Musikpädagoge                                                          | 76    |       |
| 13. April | Samuel Bamford                                  | englischer Radikaler und Schriftsteller                                                           | 84    |       |
| 13. April | Thomas Vowler Short                             | britischer Geistlicher und Schriftsteller                                                         | 81    |       |
| 14. April | Johann Baptist Wichtlhuber                      | Dechant und Pfarrer in der Stadt Hallein sowie Ehrenbürger dieser Stadt                           | 78    |       |
| 15. April | Karl Ludwig Reimann                             | deutscher Chemiker                                                                                | 68    |       |
| 15. April | Augustus Siebe                                  | britischer Unternehmer deutscher Herkunft                                                         |       |       |
| 15. April | Peter G. Van Winkle                             | US-amerikanischer Politiker                                                                       | 63    |       |
| 16. April | Adolf von Bonin                                 | preußischer Offizier, zuletzt General der Infanterie                                              | 68    |       |
| 16. April | Anton von Doblhoff-Dier                         | österreichischer Politiker, Landtagsabgeordneter                                                  | 71    |       |
| 17. April | John Parsons Cook                               | US-amerikanischer Politiker                                                                       | 54    |       |
| 18. April | Johann Kiemann der Ältere                       | österreichischer Jurist und Politiker im Königreich Böhmen                                        | 74    |       |
| 20. April | Max Friedländer                                 | deutsch-österreichischer Journalist und Publizist                                                 | 42    |       |
| 20. April | Ljudevit Gaj                                    | Slawist und Begründer des neuen kroatischen Schriftwesens                                         | 62    |       |
| 20. April | Andrej Sládkovič                                | Schriftsteller und Seelsorger                                                                     | 52    |       |
| 20. April | William Wall                                    | US-amerikanischer Politiker                                                                       | 72    |       |
| 21. April | Albert Ludwig von Haza-Radlitz                  | deutscher Rittergutsbesitzer und Politiker, MdR                                                   | 74    |       |
| 21. April | Maximilian Anton Putz von Rolsberg              | österreichischer Politiker und Großgrundbesitzer                                                  | 68    |       |
| 22. April | George Franklin Fort                            | US-amerikanischer Politiker                                                                       |       |       |
| 22. April | Franz Anton Lohage                              | deutscher Chemiker und Erfinder                                                                   | 57    |       |
| 23. April | Franz Bünzli                                    | Schweizer Politiker                                                                               | 61    |       |
| 23. April | Ignaz von Olfers                                | deutscher Naturwissenschaftler, Diplomat und Generaldirektor der Königlichen Museen zu Berlin     | 78    |       |
| 23. April | Karl Friedrich von Sigel                        | württembergischer Politiker und Finanzminister                                                    | 63    |       |
| 24. April | Karl Friedrich Werner                           | deutscher lutherischer Geistlicher und Pietist                                                    | 67    |       |
| 25. April | Joseph Feßler                                   | österreichischer Geistlicher, Bischof von St. Pölten und Politiker, Landtagsabgeordneter          | 58    |       |
| 25. April | Ernst Schilling                                 | österreichischer Arzt und Politiker, Abgeordneter der Frankfurter Nationalversammlung (1848–1849) | 62    |       |
| 25. April | Clemens August Waldbott von Bassenheim-Bornheim | deutscher Adeliger                                                                                | 68    |       |
| 27. April | Timothy Davis                                   | US-amerikanischer Politiker                                                                       | 78    |       |
| 27. April | Julius von Dieskau                              | deutscher Jurist und Politiker, Mitglied der Frankfurter Nationalversammlung, MdL                 | 74    |       |
| 27. April | Ion Heliade-Rădulescu                           | rumänischer Schriftsteller Philosoph und Politiker                                                | 70    |       |
| 27. April | Zedekiah Kidwell                                | US-amerikanischer Politiker                                                                       | 58    |       |
| 27. April | Andreas Töpper                                  | österreichischer Industrieller                                                                    | 85    |       |
| 27. April | Klemens von Wolff-Metternich                    | deutscher Beamter                                                                                 | 69    |       |
| 28. April | Friedrich Alefeld                               | deutscher Botaniker                                                                               | 51    |       |
| 28. April | North Ludlow Beamish                            | britischer Lieutenant-Colonel und Militärhistoriker                                               | 75    |       |
| 28. April | Louis Désiré Blanquart-Evrard                   | französischer Tuchhändler, Chemiker und Hobbyfotograf                                             | 69    |       |
| 28. April | Moriz Adolph Briegleb                           | deutscher Politiker, MdR                                                                          | 62    |       |
| 28. April | Václav Jiří Dundr                               | tschechischer Schriftsteller und Übersetzer                                                       | 61    |       |
| 28. April | Joseph J. Gravely                               | US-amerikanischer Politiker                                                                       | 43    |       |
| 29. April | Charles Alison                                  | britischer Botschafter                                                                            |       |       |
| 29. April | Jean Marie Constant Duhamel                     | französischer Mathematiker und Physiker                                                           | 75    |       |
| 30. April | Flodoard Geyer                                  | deutscher Komponist, Musikpädagoge und Musikkritiker                                              | 61    |       |
| 30. April | Thomas Edward Laws Moore                        | britischer Konteradmiral und Staatsbediensteter                                                   | 56    |       |
| 30. April | Johann Jakob Müller                             | Schweizer Politiker                                                                               | 59    |       |
| 30. April | Walpurga Schindl                                | österreichische Schriftstellerin                                                                  | 46    |       |
| 30. April | Andrew Stuart                                   | US-amerikanischer Politiker (Demokratische Partei)                                                | 48    |       |
| April     | Jan van Boom                                    | niederländischer Komponist, Pianist und Musikpädagoge                                             | 64    |       |

## Mai
| Tag     | Name                               | Beruf, bekannt als                                                               | Alter | Beleg |
| ------- | ---------------------------------- | -------------------------------------------------------------------------------- | ----- | ----- |
| 1. Mai  | Amalia von Sachsen-Weimar-Eisenach | Prinzessin der Niederlande                                                       | 41    |       |
| 1. Mai  | Wilhelm Theophor Dittenberger      | deutscher evangelischer Theologe                                                 | 65    |       |
| 1. Mai  | Ludwig von Heßberg                 | deutscher Offizier und religiöser Eiferer                                        | 83    |       |
| 1. Mai  | Oskar von Sperling                 | preußischer Generalmajor                                                         | 58    |       |
| 2. Mai  | Thomas Treadwell Davis             | US-amerikanischer Jurist und Politiker                                           | 61    |       |
| 2. Mai  | Maximilian von Schwerin-Putzar     | pommerscher Rittergutsbesitzer; liberaler Parlamentarier und Minister in Preußen | 67    |       |
| 4. Mai  | Ernst Barthold von Schrader        | deutscher Gutsbesitzer und Parlamentarier                                        | 71    |       |
| 5. Mai  | Karl Ludwig Kayser                 | deutscher Klassischer Philologe                                                  | 64    |       |
| 5. Mai  | Jan Kulík                          | tschechischer Geigenbauer                                                        | 72    |       |
| 6. Mai  | Hans von und zu Aufseß             | Gründer des Germanischen Nationalmuseums in Nürnberg                             | 70    |       |
| 6. Mai  | George Robert Gray                 | britischer Zoologe, dessen Schwerpunkt in der Erforschung der Vögel lag          | 63    |       |
| 6. Mai  | Giulio Regondi                     | Komponist, Gitarrist und Konzertinaspieler                                       |       |       |
| 6. Mai  | Johann Nepomuk Reithoffer          | österreichischer Unternehmer                                                     | 91    |       |
| 7. Mai  | Alexander Loyd                     | US-amerikanischer Politiker                                                      | 66    |       |
| 9. Mai  | Georg Ludwig von Maurer            | Jurist, Rechtshistoriker und Politiker                                           | 81    |       |
| 9. Mai  | John L. Pennefather                | britischer General im Krimkrieg                                                  | 73    |       |
| 10. Mai | Félix Victor Goethals              | Gelehrter und Autor                                                              | 73    |       |
| 11. Mai | Josef Halter                       | österreichischer Politiker                                                       | 61    |       |
| 13. Mai | Charles-Theodor Cogniard           | französischer Bühnenautor und Theaterdirektor                                    | 66    |       |
| 13. Mai | Emanuel Oskar Deutsch              | deutscher Orientalist                                                            | 40    |       |
| 13. Mai | Israel Gerson                      | jüdischer Kaufmann                                                               | 86    |       |
| 13. Mai | Robert Gifford, 2. Baron Gifford   | britischer Adeliger                                                              | 55    |       |
| 13. Mai | Moritz Hartmann                    | österreichischer Journalist, Schriftsteller und Politiker                        | 50    |       |
| 13. Mai | Georg Friedrich Carl Kölling       | deutscher Bildhauer                                                              | 46    |       |
| 13. Mai | Ludwig von Lützow                  | mecklenburgischer Staatsmann und Politiker                                       | 78    |       |
| 14. Mai | Joseph Martin Reichard             | deutscher Politiker und Revolutionär                                             | 68    |       |
| 14. Mai | Edmond de Talleyrand-Périgord      | französischer General                                                            | 84    |       |
| 14. Mai | Athanasius Zuber                   | österreichischer Kapuziner, Apostolischer Vikar von Patna                        | 48    |       |
| 15. Mai | Julie Dumont-Suvanny               | österreichische Opernsängerin (Sopran)                                           |       |       |
| 16. Mai | Simon Martin Mayer                 | Kärntner Priester und Publizist                                                  | 84    |       |
| 17. Mai | Peter Roh                          | Schweizer Jesuitenprediger und Lehrer                                            | 60    |       |
| 17. Mai | Eduard Sobolewski                  | deutsch-amerikanischer Komponist                                                 | 63    |       |
| 17. Mai | Benno von Witzleben                | sächsischer Generalleutnant                                                      | 64    |       |
| 18. Mai | Hermann Bauer                      | württembergischer Heimatforscher                                                 | 57    |       |
| 18. Mai | Hippolyt August Schaufert          | Pfälzer Dichter und Autor                                                        | 38    |       |
| 18. Mai | Gustav Heinrich Warnatz            | deutscher Augenarzt                                                              | 62    |       |
| 20. Mai | Eduard Bitterlich                  | österreichischer Maler und Bildhauer                                             | 38    |       |
| 20. Mai | Josiah Crudup                      | US-amerikanischer Politiker                                                      | 81    |       |
| 20. Mai | Leonhard von Koschkull             | preußischer Generalleutnant                                                      | 74    |       |
| 20. Mai | Hans Ulrich Vitalis Pfaff          | deutscher Mathematiker und Professor an der Universität Erlangen                 | 48    |       |
| 22. Mai | Auguste von Faßmann                | deutsche Opernsängerin (Sopran)                                                  |       |       |
| 22. Mai | Otto von Hingenau                  | österreichischer Montanist, Bergrechtler und Schriftsteller                      | 53    |       |
| 22. Mai | Willem Gerard van de Poll          | Präsident des niederländischen Staatsrates, Staatsminister                       | 79    |       |
| 23. Mai | Reader W. Clarke                   | US-amerikanischer Politiker                                                      | 60    |       |
| 23. Mai | Friedrich Lucanus                  | Apotheker, Kunstliebhaber und Restaurator                                        | 78    |       |
| 24. Mai | Julius Schnorr von Carolsfeld      | deutscher Maler                                                                  | 78    |       |
| 25. Mai | Robert Kretschmer                  | deutscher Maler und Zeichner                                                     | 54    |       |
| 25. Mai | Johann Heinrich August Mohn        | deutscher Geodät, Ingenieur, Architekt, Baurat und Eisenbahn-Direktor            |       |       |
| 26. Mai | William Stimpson                   | US-amerikanischer Naturforscher und Zoologe                                      | 40    |       |
| 26. Mai | Robert Wight                       | schottischer Chirurg und Botaniker                                               | 75    |       |
| 28. Mai | Sophie Friederike von Bayern       | Tochter von König Maximilian I. von Bayern                                       | 67    |       |
| 29. Mai | John Dick                          | US-amerikanischer Politiker                                                      | 77    |       |
| 29. Mai | John Gill Shorter                  | US-amerikanischer Politiker, Gouverneur von Alabama                              | 54    |       |
| 30. Mai | Heinrich Schmoll                   | Bürgermeister und Mitglied der kurhessischen Ständeversammlung                   | 61    |       |
| 31. Mai | Franz Joseph Aldenhoven            | preußischer Gutsbesitzer, Beamter, Versicherungsdirektor und Abgeordneter        | 69    |       |
| 31. Mai | Friedrich Gerstäcker               | deutscher Abenteurer und Schriftsteller                                          | 56    |       |
| Mai     | Franz Thomé                        | österreichischer Theaterdirektor und Schauspieler                                |       |       |

## Juni
| Tag      | Name                              | Beruf, bekannt als | Alter | Beleg |
| -------- | --------------------------------- | --- | ----- | ----- |
| 1. Juni  | James Gordon Bennett senior       | US-amerikanischer Gründer des New York Herald                                                                                     | 76    |       |
| 1. Juni  | John Sandfield Macdonald          | kanadischer Politiker | 59    |       |
| 2. Juni  | Friedrich von Hegnenberg-Dux      | bayerischer Grundbesitzer und Politiker                                                                                           | 61    |       |
| 2. Juni  | Karl Bernhard Hundeshagen         | reformierter Theologe | 62    |       |
| 2. Juni  | Ernst Heinrich Rummel             | deutscher Jurist und Politiker | 67    |       |
| 2. Juni  | Benjamin Stanton                  | US-amerikanischer Politiker und Jurist                                                                                            | 62    |       |
| 3. Juni  | Heinrich Esser                    | deutscher Komponist | 53    |       |
| 3. Juni  | Johann Friedrich Christian Hessel | deutscher Kristallograph und Hochschullehrer                                                                                      | 76    |       |
| 4. Juni  | Stanisław Moniuszko               | polnischer Komponist | 53    |       |
| 4. Juni  | Johan Rudolf Thorbecke            | niederländischer Staatsmann | 74    |       |
| 4. Juni  | Jean-Baptiste Vaillant            | französischer General und Marschall von Frankreich                                                                                | 81    |       |
| 5. Juni  | Heinrich Wilhelm Brutzer          | Handelslehrer im Dienste Württembergs                                                                                             | 76    |       |
| 7. Juni  | Johann August Grunert             | deutscher Mathematiker | 75    |       |
| 8. Juni  | Eduard von Borries                | preußischer Richter und Politiker                                                                                                 | 64    |       |
| 8. Juni  | František Cyril Kampelík          | tschechischer Volksaufklärer und Begründer der Selbsthilfe-Genossenschaften                                                       | 66    |       |
| 9. Juni  | Samuel Carey Bradshaw             | US-amerikanischer Politiker | 62    |       |
| 9. Juni  | William Ellis                     | englischer Missionar, Autor und Forschungsreisender                                                                               | 77    |       |
| 9. Juni  | Fidelis Haiz                      | katholischer Theologe und Geistlicher                                                                                             | 70    |       |
| 9. Juni  | Georg Scheurlin                   | deutscher Schriftsteller | 70    |       |
| 9. Juni  | Carl Wilhelm Schmidt              | deutscher Klavierbauer | 77    |       |
| 9. Juni  | James Walter Wall                 | US-amerikanischer Politiker | 52    |       |
| 12. Juni | Thomas Caverhill Jerdon           | britischer Mediziner, Zoologe und Botaniker                                                                                       | 60    |       |
| 13. Juni | Daniel Weisiger Adams             | General der Konföderierten Staaten im Amerikanischen Bürgerkrieg                                                                  | 51    |       |
| 14. Juni | Rudolf Benz                       | Schweizer Jurist und Staatsbeamter                                                                                                | 61    |       |
| 16. Juni | William Henry Sykes               | britischer Soldat, Naturforscher und Politiker                                                                                    | 82    |       |
| 16. Juni | Thomas Williams                   | US-amerikanischer Politiker | 65    |       |
| 17. Juni | Mathilde Fibiger                  | dänische Frauenrechtlerin | 41    |       |
| 17. Juni | Julius von Zech-Burkersroda       | deutscher Politiker | 66    |       |
| 18. Juni | Thomas A. Tomlinson               | US-amerikanischer Rechtsanwalt, Offizier und Politiker                                                                            | 70    |       |
| 19. Juni | Marquard Georg Metzger            | deutscher Verwaltungsbeamter |       |       |
| 20. Juni | Élie-Frédéric Forey               | französischer General und Marschall von Frankreich                                                                                | 68    |       |
| 20. Juni | Carl Junius Optatus Steenberg     | dänischer Missionar | 60    |       |
| 21. Juni | James Black                       | US-amerikanischer Politiker | 79    |       |
| 21. Juni | Carl Wilhelm Nettstraeter         | deutscher Politiker | 66    |       |
| 21. Juni | Robert Eduard Prutz               | deutscher Schriftsteller | 56    |       |
| 23. Juni | Frans Arnold Breuhaus de Groot    | niederländischer Marinemaler, Radierer und Lithograf                                                                              | 48    |       |
| 23. Juni | Rudolf Hohl                       | deutscher Mediziner | 33    |       |
| 23. Juni | Christian Xeller                  | deutscher Maler und Restaurator                                                                                                   | 87    |       |
| 24. Juni | Dimitrija Demeter                 | kroatischer Autor | 60    |       |
| 25. Juni | Laurids Nørgaard Bregendahl       | dänischer Politiker | 60    |       |
| 25. Juni | François Forster                  | Kupferstecher | 81    |       |
| 26. Juni | Eduard Maria Oettinger            | deutscher Journalist, Schriftsteller und Bibliograph                                                                              | 63    |       |
| 27. Juni | Michel Carré                      | französischer Librettist | 50    |       |
| 27. Juni | Augustus P. Hascall               | US-amerikanischer Politiker | 72    |       |
| 27. Juni | Friedrich von Teuchert            | österreichischer Feldzeugmeister                                                                                                  | 75    |       |
| 28. Juni | Ludwig Hetsch                     | deutscher Komponist | 66    |       |
| 28. Juni | Jodocus Stülz                     | österreichischer Geistlicher, Propst des Augustiner Chorherrenstiftes St. Florian, Historiker und Politiker, Landtagsabgeordneter | 73    |       |
| 29. Juni | Georg Ludwig Peitzner             | deutscher Finanzbeamter und Freimaurer                                                                                            | 79    |       |
| 29. Juni | Johann Georg Martin Reinhardt     | deutscher Verwaltungsjurist und Landrat in Meisenheim                                                                             | 78    |       |
| 30. Juni | Cirilo de Alameda y Brea          | spanischer Geistlicher | 90    |       |

## Juli
| Tag      | Name                                      | Beruf, bekannt als                                                     | Alter | Beleg |
| -------- | ----------------------------------------- | ---------------------------------------------------------------------- | ----- | ----- |
| 1. Juli  | Eduard Souchay                            | Frankfurter Politiker und Mitglied der Frankfurter Nationalversammlung | 71    |       |
| 2. Juli  | Alexander Fjodorowitsch Hilferding        | russischer Slawist                                                     | 40    |       |
| 2. Juli  | Karl Rossel                               | nassauischer Historiker                                                | 56    |       |
| 7. Juli  | Pierre Lachambeaudie                      | französischer Fabeldichter                                             | 65    |       |
| 7. Juli  | Nicola Paracciani Clarelli                | italienischer Kardinal und Erzpriester des Petersdoms                  | 73    |       |
| 7. Juli  | Friedrich Ferdinand Leopold von Seydewitz | preußischer Verwaltungsbeamter, Regierungspräsident                    | 85    |       |
| 8. Juli  | Ewald von Frisch                          | mecklenburgischer Gutsbesitzer und Kommunist                           | 69    |       |
| 8. Juli  | Hugo Richard Paucker                      | estländischer evangelischer Geistlicher                                | 65    |       |
| 10. Juli | Wilhelm Eisenlohr                         | deutscher Physiker                                                     | 73    |       |
| 11. Juli | Eugenia Tadolini                          | italienische Opernsängerin                                             |       |       |
| 12. Juli | Max von Löwenthal                         | österreichischer Schriftsteller und Postfunktionär                     | 73    |       |
| 12. Juli | Edward Stanly                             | US-amerikanischer Politiker                                            | 62    |       |
| 13. Juli | Eugen Rosshirt                            | deutscher Gynäkologe und Geburtshelfer                                 | 76    |       |
| 16. Juli | Andrew Stewart senior                     | US-amerikanischer Politiker                                            | 81    |       |
| 18. Juli | Benito Juárez                             | Präsident von Mexiko                                                   | 66    |       |
| 18. Juli | Samuel Thatcher                           | US-amerikanischer Politiker                                            | 96    |       |
| 20. Juli | Archibald Hunter Arrington                | US-amerikanischer Politiker (Demokratische Partei)                     | 62    |       |
| 20. Juli | Karl von Lutterotti                       | österreichischer Mundartdichter, Dialektforscher, Volkskundler         | 79    |       |
| 22. Juli | Leopold Zinnögger                         | österreichischer Maler (Blumen) und Botaniker                          | 61    |       |
| 23. Juli | William Bridges Adams                     | britischer Publizist, Eisenbahnkonstrukteur und Unternehmer            |       |       |
| 23. Juli | Christian Zander                          | deutscher Pädagoge                                                     | 81    |       |
| 24. Juli | Jaromir Hirtenfeld                        | österreich-ungarischer Militärschriftsteller                           |       |       |
| 26. Juli | Michele Carafa                            | italienischer Opern-Komponist                                          | 84    |       |
| 26. Juli | Carl Friedrich August Dathe von Burgk     | deutscher Industrieller, MdL                                           | 81    |       |
| 26. Juli | Alexander W. Randall                      | US-amerikanischer Politiker                                            | 52    |       |
| 26. Juli | Yamanouchi Toyoshige                      | japanischer Daimyō                                                     | 44    |       |
| 27. Juli | George Walker Crawford                    | US-amerikanischer Politiker                                            | 73    |       |
| 28. Juli | Harry Hibbard                             | US-amerikanischer Politiker                                            | 56    |       |
| 28. Juli | Frederik Kaiser                           | niederländischer Astronom                                              | 64    |       |
| 29. Juli | Josef von Bergmann                        | österreichischer Historiker                                            | 75    |       |
| 30. Juli | John Henry Hubbard                        | US-amerikanischer Politiker                                            | 68    |       |
| Juli     | Carl Ferdinand Appun                      | deutscher Naturforscher und Reisender                                  | 52    |       |

## August
| Tag        | Name                                        | Beruf, bekannt als                                                                                       | Alter | Beleg |
| ---------- | ------------------------------------------- | --- | ----- | ----- |
| 2. August  | Julius Dedekind                             | deutscher Jurist                                                                                         | 77    |       |
| 3. August  | Carl Devrient                               | deutscher Theaterschauspieler                                                                            | 75    |       |
| 3. August  | William Davies Evans                        | walisischer Schachspieler                                                                                | 82    |       |
| 3. August  | Meinrad von Gallenstein                     | österreichischer Benediktinermönch und Naturforscher                                                     | 61    |       |
| 3. August  | Heinrich Ferdinand Mannstein                | deutscher Theologe, Sänger, Gesangslehrer und Schriftsteller                                             | 65    |       |
| 3. August  | Dominique François Louis Roget de Belloguet | französischer Geschichtsforscher                                                                         | 76    |       |
| 4. August  | Ernst Gerhard Wilhelm Keyl                  | deutscher Pfarrer und Mitbegründer der Missouri-Synode                                                   | 68    |       |
| 4. August  | Wilhelm Wieprecht                           | deutscher Komponist, Dirigent, Arrangeur                                                                 | 69    |       |
| 5. August  | Charles Eugène Delaunay                     | französischer Mathematiker und Astronom                                                                  | 56    |       |
| 5. August  | Friedrich Wilhelm Delkeskamp                | deutscher Maler und Kupferstecher                                                                        | 77    |       |
| 5. August  | Joseph Müller                               | deutscher Gymnasiallehrer und Naturforscher sowie Mundartdichter                                         | 69    |       |
| 5. August  | Elias Thomas                                | US-amerikanischer Geschäftsmann und Politiker                                                            | 100   |       |
| 6. August  | Ludwig von Biegeleben                       | hessisch-österreichischer Diplomat                                                                       | 60    |       |
| 6. August  | Richard Belgrave Hoppner                    | englischer Maler und Diplomat                                                                            | 86    |       |
| 7. August  | Babette Allram                              | deutsche Opernsängerin und Theaterschauspielerin                                                         |       |       |
| 7. August  | Emil Devrient                               | deutscher Schauspieler                                                                                   | 68    |       |
| 7. August  | Carl Griewank                               | deutscher lutherischer Geistlicher und heimatlicher Naturforscher                                        | 76    |       |
| 7. August  | Friederike Serre                            | deutsche Mäzenin, Gastgeberin                                                                            | 72    |       |
| 8. August  | Heinrich Abeken                             | deutscher Theologe und preußischer Wirklicher Geheimer Legationsrat                                      | 62    |       |
| 8. August  | Eduard Magnus                               | deutscher Maler                                                                                          | 73    |       |
| 8. August  | George Osborne, 8. Duke of Leeds            | britischer Aristokrat (Peer) während der Regentschaft von Georg III                                      | 70    |       |
| 8. August  | Eberhard zu Stolberg-Wernigerode            | Politiker und preußischer Staatsbeamter                                                                  | 62    |       |
| 9. August  | Karl Otto von der Osten                     | deutscher Jurist und Parlamentarier                                                                      | 71    |       |
| 9. August  | Karl Steinhart                              | deutscher klassischer Philologe                                                                          | 70    |       |
| 10. August | Albert de Balleroy                          | französischer Maler                                                                                      | 43    |       |
| 10. August | Fermín Ferreira y Artigas                   | uruguayischer Politiker und Schriftsteller                                                               | 40    |       |
| 11. August | Friedrich Eggers                            | deutscher Kunsthistoriker                                                                                | 52    |       |
| 11. August | Lowell Mason                                | US-amerikanischer Komponist und Musikpädagoge, Reformer der Kirchen- und Schulmusik                      | 80    |       |
| 11. August | Andrew Smith                                | britischer Militärarzt der Chirurgie und Zoologe                                                         | 74    |       |
| 14. August | Friedrich von Bechtold                      | deutscher Jurist und Politiker                                                                           | 72    |       |
| 15. August | Joseph Anton Clemenz                        | Schweizer Politiker, Richter und Hotelier                                                                | 62    |       |
| 16. August | Philipp von Nathusius                       | deutscher Fabrikant und Publizist                                                                        | 56    |       |
| 16. August | David Pierce                                | US-amerikanischer Richter und Politiker, der State Auditor von Vermont war                               | 86    |       |
| 17. August | Adalbert Kuhlwein                           | deutscher Richter, Rittergutsbesitzer und Parlamentarier                                                 | 53    |       |
| 17. August | Philipp Krummel                             | deutschEr Polizisten und Politiker                                                                       | 76    |       |
| 17. August | Maria Lutz                                  | österreichische Theaterschauspielerin und Sängerin                                                       |       |       |
| 18. August | Petar Preradović                            | österreichischer General, kroatischer Schriftsteller                                                     | 54    |       |
| 18. August | Thomas J. Speer                             | US-amerikanischer Politiker                                                                              | 34    |       |
| 19. August | Eugène Prévost                              | französischer Komponist und Dirigent                                                                     | 63    |       |
| 20. August | Nikolaos Kasomoulis                         | griechischer Historiker und Freiheitskämpfer                                                             |       |       |
| 21. August | Friedrich Bloemer                           | Jurist und Politiker                                                                                     | 64    |       |
| 21. August | David Kalisch                               | deutscher Schriftsteller                                                                                 | 52    |       |
| 21. August | Ferdinand Ohm                               | Kaufmann, Reichstagsabgeordneter                                                                         | 45    |       |
| 22. August | Franz Hold                                  | österreichischer Industrieller und Besitzer der Brauerei Puntigam                                        | 66    |       |
| 22. August | Pierre Charles Alexandre Louis              | französischer Arzt und Pathologe                                                                         | 85    |       |
| 22. August | Walter D. McIndoe                           | US-amerikanischer Politiker                                                                              | 53    |       |
| 23. August | Johann Meixner                              | österreichischer Bildhauer                                                                               | 53    |       |
| 25. August | Victorine Nordenswan                        | finnische Historienmalerin der Düsseldorfer Schule                                                       | 34    |       |
| 26. August | Nehemiah H. Earll                           | US-amerikanischer Jurist und Politiker                                                                   | 84    |       |
| 26. August | Ralph Isaacs Ingersoll                      | US-amerikanischer Politiker                                                                              | 83    |       |
| 26. August | Johann Christoph Lüders                     | deutscher Industrieller und Kommunalpolitiker                                                            | 69    |       |
| 26. August | Alexander Nikolajewitsch Sutgof             | russischer Dekabrist                                                                                     | 69    |       |
| 27. August | Maximilian Joseph Gritzner                  | österreichischer Verwaltungsjurist, Mitglied der Frankfurter Nationalversammlung, Unternehmer in Durlach | 77    |       |
| 27. August | Václav Treitz                               | tschechischer Pathologe                                                                                  | 53    |       |
| 29. August | Theoderich Hagn                             | Benediktiner und Abt des Stiftes Lambach (1858–1872)                                                     | 56    |       |
| 29. August | Carl Strempel                               | deutscher Ophthalmologe und Hochschullehrer                                                              | 72    |       |
| 30. August | Román Antonio Deheza                        | argentinischer General und Gouverneur                                                                    | 81    |       |
| 30. August | Adam Krolczyk                               | deutscher evangelischer Missionar in China                                                               | 46    |       |
| 30. August | Eduard Loerbroks                            | deutscher Kommunalpolitiker                                                                              | 58    |       |
| 31. August | John Neely Johnson                          | US-amerikanischer Jurist und Politiker                                                                   | 47    |       |
| August     | Ludovico Stanzani                           | Architekt und Kunstsammler                                                                               |       |       |

## September
| Tag           | Name                                     | Beruf, bekannt als | Alter | Beleg |
| ------------- | ---------------------------------------- | --- | ----- | ----- |
| 1. September  | Leopold Haefelin                         | deutscher Verwaltungsbeamter | 79    |       |
| 1. September  | Wilhelm von Hammerstein                  | deutscher Politiker, Ministerpräsident im Königreich Hannover                                                                                          | 64    |       |
| 2. September  | Juri Nikolajewitsch Golizyn              | russischer Komponist | 48    |       |
| 2. September  | Nikolai Frederik Severin Grundtvig       | dänischer Philologe, Theologe, Patriot und Politiker, Mitglied des Folketing                                                                           | 88    |       |
| 2. September  | Friedrich Ernst Witte                    | deutscher Verwaltungsjurist |       |       |
| 3. September  | Paul Camille von Denis                   | französischer Ingenieur und Eisenbahnpionier | 76    |       |
| 3. September  | Immanuel Nobel                           | schwedischer Erfinder und Industrieller | 71    |       |
| 3. September  | Anders Sandøe Ørsted                     | dänischer Botaniker und Zoologe | 56    |       |
| 5. September  | Hans Wilhelm Harder                      | Schweizer Heimatforscher | 62    |       |
| 6. September  | Louis Gottreich Wilhelm Bahre            | deutscher Kaufmann und Politiker, MdHB | 59    |       |
| 6. September  | Georg Phillips                           | deutscher Kirchenrechtler und Rechtshistoriker | 68    |       |
| 7. September  | Antoni Stolpe                            | polnischer Komponist | 21    |       |
| 7. September  | Julius L. Strong                         | US-amerikanischer Politiker | 43    |       |
| 7. September  | Sylvanus Thayer                          | US-amerikanischer Brigadegeneral der US Army, Superintendent der US Military Academy in West Point                                                     | 87    |       |
| 8. September  | Paolo Emiliani Giudici                   | italienischer Literarhistoriker und Literaturwissenschaftler                                                                                           | 60    |       |
| 8. September  | Adolph Friedrich Riedel                  | deutscher Archivar, Historiker und Politiker | 62    |       |
| 9. September  | Simon Lack                               | Schweizer Politiker und Richter | 66    |       |
| 9. September  | Rudolf Urech                             | Schweizer Politiker | 57    |       |
| 10. September | Avram Iancu                              | rumänischer Revolutionär |       |       |
| 10. September | William Hepburn Russell                  | US-amerikanischer Geschäftsmann | 60    |       |
| 10. September | Robert Christopher Tytler                | britischer Offizier und Fotograf | 53    |       |
| 11. September | Carl Kühner                              | deutscher Theologe, Pädagoge und Publizist | 68    |       |
| 12. September | Matthias J. Bovee                        | US-amerikanischer Jurist und Politiker | 79    |       |
| 12. September | Josef Anton Gugitz                       | österreichischer Kaufmann und Politiker; Mitglied des Kärntner Landesausschusses, Rat des Landständischen Kollegiums, Vizebürgermeister von Klagenfurt | 73    |       |
| 13. September | Ludwig Feuerbach                         | deutscher Philosoph | 68    |       |
| 13. September | Moritz Fürstenberg                       | deutscher Tierarzt | 54    |       |
| 16. September | Hercule Nicolet                          | Schweizer Entomologe, Illustrator und Arachnologe | 71    |       |
| 17. September | Bernhard von der Schulenburg-Altenhausen | deutscher Rittergutsbesitzer, Verwaltungsbeamter und Parlamentarier                                                                                    | 63    |       |
| 17. September | Johann Jakob Steger                      | Schweizer Politiker und Richter | 71    |       |
| 18. September | Heinrich Brehmer                         | Bürgermeister in Lübeck | 72    |       |
| 18. September | Karl XV.                                 | König von Schweden (1859–1872) | 46    |       |
| 18. September | Augustus Seymour Porter                  | US-amerikanischer Politiker | 74    |       |
| 19. September | Joseph Ignatz Peter                      | Teilnehmer an der Badischen Revolution 1848/49 | 83    |       |
| 20. September | James Patton Anderson                    | General der Konföderierten Staaten im Amerikanischen Bürgerkrieg                                                                                       | 50    |       |
| 20. September | Franz von Gaertner                       | deutscher Verwaltungsbeamter | 55    |       |
| 22. September | Garrett Davis                            | US-amerikanischer Politiker | 71    |       |
| 22. September | John Runk                                | US-amerikanischer Politiker | 81    |       |
| 22. September | Gustaf Johann Taube von Odenkat          | schwedischer Hofmarschall und Statthalter | 76    |       |
| 23. September | Feodora zu Leiningen                     | Fürstin zu Hohenlohe-Langenburg, Halbschwester der britischen Königin Victoria                                                                         | 64    |       |
| 24. September | Johann Bernhard Klems                    | deutscher Klavierbauer | 59    |       |
| 25. September | Peter Cartwright                         | US-amerikanischer Prediger | 87    |       |
| 25. September | Karl von Strachwitz                      | preußischer Generalmajor | 63    |       |
| 26. September | Hans Birch Dahlerup                      | dänischer Seeoffizier in österreichischen Diensten | 82    |       |
| 26. September | Pierre-Mathieu Ligier                    | französischer Schauspieler | 75    |       |
| 26. September | Karl Philipp Reiff                       | Schweizer Übersetzer, Grammatiker und Hauslehrer | 76    |       |
| 29. September | Wilhelm Hartmann                         | deutscher Textilunternehmer | 64    |       |
| 29. September | Ephraim K. Smart                         | US-amerikanischer Politiker | 59    |       |
| 29. September | Ferdinand Stolle                         | deutscher Schriftsteller und Journalist | 66    |       |
| 29. September | Leopold Christian von Woedtke            | preußischer Generalmajor | 80    |       |
| 30. September | Jakob Alt                                | deutsch-österreichischer Maler und Lithograph | 83    |       |
| 30. September | Frederick Chatfield                      | britischer Diplomat | 71    |       |
| 30. September | Michel Delaporte                         | französischer Bühnendichter |       |       |
| 30. September | Benjamin Hirsch Auerbach                 | deutscher Rabbiner | 64    |       |

## Oktober
| Tag         | Name                                               | Beruf, bekannt als                                                                       | Alter | Beleg |
| ----------- | -------------------------------------------------- | ---------------------------------------------------------------------------------------- | ----- | ----- |
| 1. Oktober  | Joel Funk Asper                                    | US-amerikanischer Politiker                                                              | 50    |       |
| 2. Oktober  | Karl von Hess                                      | deutscher Privatier und Stiftungsgründer                                                 | 84    |       |
| 2. Oktober  | Francis Lieber                                     | deutsch-amerikanischer Rechts- und Staatsphilosoph                                       | 72    |       |
| 2. Oktober  | Carl Reinthal                                      | deutsch-baltischer Geistlicher und Autor                                                 | 75    |       |
| 2. Oktober  | Eberhard Friedrich Walcker                         | deutscher Orgelbauer                                                                     | 78    |       |
| 4. Oktober  | Wladimir Iwanowitsch Dal                           | russischer Lexikograf                                                                    | 70    |       |
| 5. Oktober  | Stephen Clark Foster                               | US-amerikanischer Politiker                                                              | 72    |       |
| 5. Oktober  | Johann Nepomuk Hemauer                             | deutscher Geistlicher                                                                    | 73    |       |
| 6. Oktober  | George Pollock                                     | britischer Feldmarschall                                                                 | 86    |       |
| 8. Oktober  | Henry C. Deming                                    | US-amerikanischer Politiker                                                              | 57    |       |
| 8. Oktober  | Hovenden Hely                                      | irischer Entdeckungsreisender, Großgrundbesitzer und Schriftsteller in Australien        | 49    |       |
| 8. Oktober  | Gustav Hopf                                        | deutscher Versicherungsmanager                                                           | 64    |       |
| 8. Oktober  | Carl Spurzheim                                     | österreichischer Arzt und Politiker                                                      | 62    |       |
| 9. Oktober  | Johann Heinrich Grüneberg                          | deutscher Koch und Konservenfabrikant                                                    | 53    |       |
| 9. Oktober  | Ludolf von Langen                                  | nassauischer Amtmann und Mitglied der ersten Kammer der Landstände des Herzogtums Nassau | 69    |       |
| 10. Oktober | Josef Denk                                         | deutscher Theaterschauspieler                                                            | 70    |       |
| 10. Oktober | Fanny Fern                                         | US-amerikanische Kolumnistin und Schriftstellerin                                        | 61    |       |
| 10. Oktober | William H. Seward                                  | US-amerikanischer Politiker und Außenminister                                            | 71    |       |
| 12. Oktober | Juana María de los Dolores de León Smith           | Ehefrau des britischen Generals Sir Harry Smith, Gouverneur der britischen Kapkolonie    | 74    |       |
| 13. Oktober | Hermann zu Dohna-Kotzenau                          | deutscher Gutsbesitzer und Politiker (NLP), MdR                                          | 62    |       |
| 14. Oktober | Albrecht von Preußen                               | preußischer Prinz und General                                                            | 63    |       |
| 14. Oktober | Ferdinand Heine                                    | deutscher Theaterschauspieler und Komiker                                                |       |       |
| 15. Oktober | Theodor Petter                                     | österreichischer Maler                                                                   | 50    |       |
| 15. Oktober | Handrij Zejler                                     | sorbischer Dichter                                                                       | 68    |       |
| 16. Oktober | Eduard Forster                                     | Politiker und Kaufmann                                                                   | 61    |       |
| 17. Oktober | Johan Carl Kempe                                   | schwedischer Unternehmer, Sägewerksbesitzer in Norrland                                  | 72    |       |
| 17. Oktober | Johann Baptist Weder                               | Schweizer Politiker, Journalist und Richter                                              | 72    |       |
| 19. Oktober | David-François Munier                              | Schweizer evangelischer Geistlicher und Hochschullehrer                                  | 74    |       |
| 20. Oktober | Sebastian Gutzwiller                               | Elsässer Maler                                                                           | 73    |       |
| 20. Oktober | Friedrich Welwitsch                                | österreichischer Afrikaforscher und Botaniker                                            | 66    |       |
| 21. Oktober | Jacques Babinet                                    | französischer Physiker                                                                   | 78    |       |
| 21. Oktober | Jean-Henri Merle d’Aubigné                         | Schweizer reformierter Theologe und Kirchengeschichtler                                  | 78    |       |
| 22. Oktober | Joseph Maria Anton Brassier de Saint-Simon-Vallade | preußischer Diplomat                                                                     | 74    |       |
| 22. Oktober | Theodor von Fircks                                 | deutsch-baltischer Schriftsteller, russischer Ingenieur-Offizier                         | 60    |       |
| 23. Oktober | Bernhard Brähmig                                   | deutscher Komponist, Musiker und Organist                                                | 49    |       |
| 23. Oktober | Théophile Gautier                                  | französischer Dichter, Erzähler und Kritiker                                             | 61    |       |
| 24. Oktober | Charles Victor Daremberg                           | französischer Klassischer Philologe, Arzt, Medizinhistoriker und Bibliothekar            | 55    |       |
| 24. Oktober | Otto Fock                                          | deutscher Theologe und Historiker                                                        | 53    |       |
| 25. Oktober | William Freame Johnston                            | US-amerikanischer Politiker, Gouverneur von Pennsylvania                                 | 63    |       |
| 25. Oktober | Alexander Kaiser                                   | österreichischer Maler und Lithograf                                                     | 53    |       |
| 25. Oktober | Carl von Ledebur                                   | preußischer Offizier und Biograph                                                        | 66    |       |
| 25. Oktober | Joseph Schrems                                     | deutscher Priester, Musikforscher, Chordirigent und Kirchenmusiker                       | 57    |       |
| 26. Oktober | Frederick Dundas                                   | schottischer Politiker                                                                   | 70    |       |
| 26. Oktober | Ottilie von Goethe                                 | Schwiegertochter von Johann Wolfgang von Goethe                                          | 75    |       |
| 26. Oktober | Felix Wilhelm Kubly                                | Schweizer Architekt                                                                      | 70    |       |
| 26. Oktober | Heinrich von Mertens                               | österreichischer Politiker, Landtagsabgeordneter, Bürgermeister von Salzburg (1861–1872) | 61    |       |
| 27. Oktober | Ernst von Krosigk                                  | preußischer Generalleutnant                                                              | 90    |       |
| 28. Oktober | Anton Babnigg                                      | österreichischer Theaterschauspieler, Sänger sowie Theaterregisseur und -leiter          | 78    |       |
| 29. Oktober | Eliza O’Neill                                      | irische Theaterschauspielerin                                                            |       |       |
| 29. Oktober | Pierre Saint-Amant                                 | französischer Schachmeister                                                              | 72    |       |
| 30. Oktober | Cayetano Alberto de la Barrera                     | spanischer Bibliograf, Romanist, Hispanist und Literaturwissenschaftler                  | 57    |       |
| 30. Oktober | Edmund Koken                                       | deutscher Landschafts- und Porträtmaler                                                  | 58    |       |
| 31. Oktober | John Augustus Griswold                             | US-amerikanischer Politiker                                                              | 49    |       |
| Oktober     | Georg Zetter                                       | elsässischer Dichter                                                                     |       |       |

## November
| Tag          | Name                               | Beruf, bekannt als                                                                | Alter | Beleg |
| ------------ | ---------------------------------- | --------------------------------------------------------------------------------- | ----- | ----- |
| 1. November  | Theodor Verhas                     | deutscher Zeichner und Maler der Romantik                                         | 61    |       |
| 2. November  | Oran Faville                       | US-amerikanischer Politiker                                                       | 55    |       |
| 2. November  | Christian Oberlies                 | deutscher Politiker                                                               | 82    |       |
| 4. November  | Carl Ludwig Golsen                 | deutscher Weingutsbesitzer, Anwalt und Politiker (NLP), MdR                       | 65    |       |
| 5. November  | Margaretha Cornelia Boellaard      | niederländische Malerin, Lithografin und Kunstsammlerin                           | 77    |       |
| 5. November  | Adolf Ellissen                     | deutscher Literaturhistoriker, Philologe und Politiker                            | 57    |       |
| 5. November  | Heinrich Lachmann                  | deutscher Arzt und Biologe                                                        | 75    |       |
| 5. November  | Ferdinand Rhode                    | deutscher Kaufmann, Begründer der Stiftung Stadt Leipzig                          |       |       |
| 5. November  | Thomas Sully                       | US-amerikanischer Maler                                                           | 89    |       |
| 6. November  | George Gordon Meade                | General der United States Army                                                    | 56    |       |
| 7. November  | Alfred Clebsch                     | deutscher Mathematiker                                                            | 39    |       |
| 7. November  | Adrien Recurt                      | französischer Politiker                                                           | 74    |       |
| 8. November  | Moritz Ludwig Seyffert             | deutscher Philologe und Pädagoge                                                  | 63    |       |
| 9. November  | Nathaniel B. Durfee                | US-amerikanischer Politiker                                                       | 60    |       |
| 9. November  | Ernst August Hermann Wilhelm Nolte | deutscher evangelischer Theologe                                                  | 67    |       |
| 10. November | Carl Borromäus Cünzer              | deutscher Schriftsteller                                                          | 56    |       |
| 11. November | François Clément Sauvage           | französischer Ingenieur und Geologe                                               | 58    |       |
| 13. November | Margaret Sarah Carpenter           | englische Malerin                                                                 |       |       |
| 14. November | James Hadley                       | US-amerikanischer Altphilologe                                                    | 51    |       |
| 14. November | Maria Merkert                      | Mitbegründerin der Kongregation der Schwestern von der heiligen Elisabeth         | 55    |       |
| 15. November | Karl Stein von Kaminski            | preußischer Generalleutnant                                                       | 83    |       |
| 16. November | William Claiborne Dunlap           | US-amerikanischer Politiker                                                       | 74    |       |
| 16. November | Eduard von Schönburg-Hartenstein   | Mitglied des Herrenhauses und Begründer der Linie Schönburg-Hartenstein           | 85    |       |
| 18. November | Sabine Heinefetter                 | deutsche Opernsängerin (Sopran)                                                   | 63    |       |
| 20. November | Lars Johan Hierta                  | Verleger und Politiker                                                            | 71    |       |
| 21. November | Torgeir Augundsson                 | norwegischer Komponist und Virtuose                                               |       |       |
| 21. November | Samuel Liebmann                    | Gründer der S. Liebmann Brewery                                                   | 73    |       |
| 22. November | Edward Ball                        | US-amerikanischer Politiker                                                       | 61    |       |
| 22. November | Milo Melankthon Dimmick            | US-amerikanischer Politiker                                                       | 61    |       |
| 22. November | Otto zu Solms-Laubach              | deutscher Politiker, Landtagspräsident Großherzogtum Hessen                       | 73    |       |
| 23. November | John Bowring                       | britischer Politiker, Mitglied des House of Commons, Reisender und Schriftsteller | 80    |       |
| 23. November | Peter Ludwig Mohr                  | Trierer Geschäftsmann und Politiker                                               | 82    |       |
| 23. November | Ten Bears                          | Häuptling der Yamparika-Comanchen                                                 |       |       |
| 24. November | Marcus Samuel                      | britischer Unternehmer                                                            | 73    |       |
| 24. November | Johann Andreas Tyroff              | deutscher Verleger, Kupferstecher und Herausgeber                                 | 71    |       |
| 25. November | Emilie von Gleichen-Rußwurm        | Tochter Schillers                                                                 | 68    |       |
| 25. November | Attilio Zuccagni-Orlandini         | italienischer Statistiker, Geograf, Kartograf und Dialektologe                    | 88    |       |
| 26. November | Pawel Dmitrijewitsch Kisseljow     | russischer General                                                                | 84    |       |
| 27. November | Charles-François Duvernoy          | französischer Sänger                                                              | 76    |       |
| 27. November | Agustín Morales Hernández          | bolivianischer Militär, Politiker und Präsident                                   | 64    |       |
| 29. November | Johann Christian Felix Bähr        | deutscher Klassischer Philologe und Bibliothekar                                  | 74    |       |
| 29. November | Johannes Bürk                      | deutscher Erfinder, Unternehmer und Landtagsabgeordneter                          | 53    |       |
| 29. November | Aloys Göddertz                     | deutscher Kaufmann, Publizist und Politiker                                       | 59    |       |
| 29. November | Horace Greeley                     | US-amerikanischer Zeitungsverleger und Politiker                                  | 61    |       |
| 29. November | Heinrich Schreiber                 | deutscher Lokalhistoriker                                                         | 79    |       |
| 29. November | Mary Somerville                    | schottische Astronomin und Mathematikerin                                         | 91    |       |
| 29. November | Selah B. Strong                    | US-amerikanischer Jurist und Politiker                                            | 80    |       |
| 29. November | Giovanni Tadolini                  | italienischer Komponist, Dirigent und Gesangslehrer                               | 83    |       |
| 30. November | Ferdinand von Gall                 | Intendant der Hoftheater zu Oldenburg und Stuttgart                               | 63    |       |

## Dezember
| Tag          | Name                                         | Beruf, bekannt als                                                                                                  | Alter | Beleg |
| ------------ | -------------------------------------------- | --- | ----- | ----- |
| 1. Dezember  | Albert Ludewig Grimm                         | deutscher Schriftsteller und Politiker                                                                              | 86    |       |
| 1. Dezember  | Ernst Henke                                  | deutscher lutherischer Theologe                                                                                     | 68    |       |
| 1. Dezember  | Friedrich Reuter                             | deutscher Fortmann                                                                                                  | 70    |       |
| 2. Dezember  | Heinrich Ludwig Buff                         | deutscher Hochschullehrer und Chemiker                                                                              | 44    |       |
| 2. Dezember  | Thomas Farrington                            | US-amerikanischer Jurist und Politiker                                                                              |       |       |
| 2. Dezember  | Wincenty Pol                                 | polnischer Schriftsteller, Geograph und Ethnograph                                                                  | 65    |       |
| 2. Dezember  | Giuseppe Valerga                             | Patriarch von Jerusalem                                                                                             | 59    |       |
| 3. Dezember  | Ludwig Peter Friedrich Ditmar                | deutscher Verwaltungsjurist und Mykologe                                                                            | 88    |       |
| 3. Dezember  | Franz Wilhelm Kampschulte                    | deutscher Historiker                                                                                                | 41    |       |
| 3. Dezember  | Friedrich Lexow                              | deutsch-amerikanischer Schriftsteller, Journalist und Lyriker                                                       | 45    |       |
| 4. Dezember  | Georg Friedrich Christian Bürklein           | deutscher Architekt und bayerischer Baubeamter                                                                      | 59    |       |
| 5. Dezember  | Moritz Kasimir von Bentheim-Rheda            | Standesherr der Herrschaften Rheda und Limburg                                                                      | 77    |       |
| 6. Dezember  | Félix Archimède Pouchet                      | französischer Naturwissenschaftler                                                                                  | 72    |       |
| 7. Dezember  | Arnold Escher von der Linth                  | Schweizer Geologe                                                                                                   | 65    |       |
| 7. Dezember  | Paul Marquard                                | deutscher Klassischer Philologe und Musikhistoriker                                                                 | 36    |       |
| 7. Dezember  | Peter von Rittinger                          | österreichischer Montanist und Pionier der Erzaufbereitung                                                          | 61    |       |
| 7. Dezember  | Karoline Seidler-Wranitzky                   | österreichische Sängerin                                                                                            |       |       |
| 7. Dezember  | Christoph Leonhard Wolbach                   | erster frei gewählter Oberbürgermeister der Stadt Ulm                                                               | 89    |       |
| 8. Dezember  | Fritz Anneke                                 | deutscher Revolutionär und nordamerikanischer Offizier                                                              | 54    |       |
| 8. Dezember  | Carl Dittmarsch                              | deutscher Theaterschauspieler und -regisseur                                                                        |       |       |
| 10. Dezember | Max Stegemann                                | deutscher Mathematiker und Hochschullehrer                                                                          | 41    |       |
| 11. Dezember | Franz von Duesberg                           | deutscher Jurist und Politiker                                                                                      | 79    |       |
| 11. Dezember | Kamehameha V.                                | König von Hawaii (1863–1872)                                                                                        | 42    |       |
| 11. Dezember | Prosper Joseph Maria Piette                  | deutscher Papierfabrikant                                                                                           | 66    |       |
| 12. Dezember | Edwin Forrest                                | US-amerikanischer Schauspieler                                                                                      | 66    |       |
| 12. Dezember | Georg von Lorentz                            | deutscher Forstbeamter                                                                                              | 72    |       |
| 12. Dezember | Willem Anne Schimmelpenninck van der Oye     | niederländischer Politiker                                                                                          | 72    |       |
| 13. Dezember | Max Graf von Seydewitz                       | preußischer Landrat                                                                                                 | 72    |       |
| 13. Dezember | Philipp Ludwig Specht                        | deutscher Landwirt und Abgeordneter                                                                                 | 76    |       |
| 13. Dezember | Joseph Fridolin Wieland                      | deutsch-schweizerischer Arzt und Politiker                                                                          | 68    |       |
| 14. Dezember | John Frederick Kensett                       | US-amerikanischer Maler                                                                                             | 56    |       |
| 15. Dezember | Clemens Wenzelslaus von und zu Eltz-Rübenach | deutscher Rittergutsbesitzer und Politiker                                                                          | 81    |       |
| 15. Dezember | Betty Vio                                    | italienisch-österreichische Sängerin (Soubrette, Sopran)                                                            | 66    |       |
| 16. Dezember | Carl Theodor Heldman                         | deutscher Beamter und Politiker                                                                                     | 71    |       |
| 16. Dezember | Gall Morel                                   | Schweizer Philologe, Theologe, Ordenspriester, Bibliothekar                                                         | 69    |       |
| 16. Dezember | Adolf von Schwarz                            | österreichischer Statistiker, Jurist und Autor                                                                      | 65    |       |
| 17. Dezember | Bernhard Denhard                             | Pädagoge und Abgeordneter                                                                                           | 63    |       |
| 20. Dezember | Peter Jakob Felber                           | Schweizer Mediziner, Journalist und Politiker                                                                       | 67    |       |
| 20. Dezember | William Kellogg                              | US-amerikanischer Politiker                                                                                         | 58    |       |
| 21. Dezember | Karl Bindewald                               | Landtagsabgeordneter Großherzogtum Hessen                                                                           | 56    |       |
| 21. Dezember | Conrad Meyer-Ahrens                          | Schweizer Medizinhistoriker, Balneologe, Arzt und Schriftsteller                                                    | 59    |       |
| 22. Dezember | Albert Theodor Erich                         | preußischer Generalleutnant                                                                                         | 67    |       |
| 22. Dezember | Jakob Becker                                 | deutscher Maler | 62    |       |
| 22. Dezember | Heinrich Lamoral O’Donell von Tyrconell      | österreichischer Verwaltungsbeamter, Vizepräsident der Lombardei und Präsident des österreichischen Katholikentages | 70    |       |
| 22. Dezember | Nikolaus Thomsen                             | deutscher evangelischer Theologe                                                                                    | 69    |       |
| 23. Dezember | Eduard Böhmer                                | deutscher Politiker, MdR                                                                                            | 43    |       |
| 23. Dezember | George Catlin                                | US-amerikanischer Maler, Autor und Indianerkenner                                                                   | 76    |       |
| 24. Dezember | Charles Naylor                               | US-amerikanischer Politiker                                                                                         | 66    |       |
| 24. Dezember | William John Macquorn Rankine                | schottisch-britischer Physiker und Ingenieur                                                                        | 52    |       |
| 25. Dezember | Jesaja Hollander                             | deutscher Rabbiner                                                                                                  |       |       |
| 25. Dezember | Jasper Friedrich von Meerheimb               | deutscher Offizier und Gutsbesitzer                                                                                 | 87    |       |
| 25. Dezember | Friedrich Sieveking                          | Hamburger Bürgermeister                                                                                             | 74    |       |
| 26. Dezember | Adolf von Bernstorff                         | deutscher Verwaltungsjurist und mecklenburgischer Geheimer Kammerrat                                                | 69    |       |
| 26. Dezember | Albrecht Ludwig Keferstein                   | deutscher Unternehmer und Mitglied des Preußischen Herrenhauses                                                     | 80    |       |
| 27. Dezember | Josef Emminger                               | österreichischer Opernsänger (Tenor)                                                                                |       |       |
| 27. Dezember | Samuel Lewisohn                              | deutscher Kaufmann                                                                                                  | 63    |       |
| 28. Dezember | Michael Frings                               | preußischer Kaufmann und Politiker                                                                                  | 77    |       |
| 28. Dezember | James Van Ness                               | US-amerikanischer Politiker                                                                                         | 64    |       |
| 29. Dezember | Zsigmond Deáky                               | ungarischer Geistlicher, Weihbischof in Győr                                                                        | 77    |       |
| 29. Dezember | Ernst von Einem                              | deutscher Verwaltungsjurist                                                                                         | 49    |       |
| 30. Dezember | Georg Wilhelm Scheuch                        | deutscher Postmeister und Abgeordneter                                                                              | 74    |       |
| 31. Dezember | Aleksis Kivi                                 | finnischer Nationalschriftsteller                                                                                   | 38    |       |
| 31. Dezember | John McKinlay                                | Naturforscher und Entdecker                                                                                         | 53    |       |

## Datum unbekannt
| Tag | Name                          | Beruf, bekannt als                                             | Alter | Beleg |
| --- | ----------------------------- | -------------------------------------------------------------- | ----- | ----- |
|     | Joseph Alexander Ames         | US-amerikanischer Maler                                        |       |       |
|     | Daniel Bunce                  | britischer Entdeckungsreisender und Botaniker in Australien    |       |       |
|     | Mercator Cooper               | US-amerikanischer Schiffskapitän                               |       |       |
|     | Wilhelm Heinrich Dornseiff    | Kriegsminister Großherzogtum Hessen                            |       |       |
|     | Adolf Facius                  | deutscher Diakon, Lehrer und Schulgründer                      |       |       |
|     | Eduard Herold                 | deutscher Verwaltungsbeamter                                   |       |       |
|     | Karl Hoffmann                 | deutscher Bildhauer                                            |       |       |
|     | Wassili Iwanowitsch Kelsijew  | russischer Revolutionär, Pamphletist und Schriftsteller        |       |       |
|     | Franz Kester                  | bayerischer Lederfabrikant und Abgeordneter des Zollparlaments |       |       |
|     | Heinrich von Krzyzanowski     | deutscher Rittergutsbesitzer und Politiker, MdR                |       |       |
|     | Jean Marie Le Bris            | französischer Luftfahrtpionier                                 |       |       |
|     | James Logan                   | schottischer Schriftsteller                                    |       |       |
|     | Mpande                        | König der Zulu (1840–1872)                                     |       |       |
|     | Miquel Pardàs i Roure         | katalanischer Musiktheoretiker und Choreograph                 |       |       |
|     | John Poole                    | englischer Bühnenschriftsteller                                |       |       |
|     | John Rae                      | schottischer Ökonom                                            |       |       |
|     | Félix Ragon                   | französischer Historiker                                       |       |       |
|     | Johann Rottenhöfer            | deutscher Haushofmeister und Mundkoch                          |       |       |
|     | Charlotte Sager               | deutsche Wachsbildnerin                                        |       |       |
|     | Joseph Schott                 | deutscher Hofopernsänger                                       |       |       |
|     | Theodor Schuster              | deutscher Jurist, Arzt und Revolutionär                        |       |       |
|     | Karl von Strauch              | deutscher Verwaltungsjurist im Fürstentum Reuß jüngerer Linie  |       |       |
|     | Giuseppe Tambosi              | königlich bayerischer Kinder- und Weinmacher                   |       |       |
|     | Wilhelm Telschow              | deutscher Buchhalter, Autor und Librettist                     |       |       |
|     | Léon Vaudoyer                 | französischer Architekt                                        |       |       |
|     | Friedrich Ernst Wagner        | russischer Generalleutnant                                     |       |       |
|     | Johann Gottlieb Wenig         | russischer Maler baltisch-deutscher Abstammung                 |       |       |
|     | Thomas Winnington, 4. Baronet | britischer Politiker, Mitglied des House of Commons            |       |       |
|     | Yang Luchan                   | Gründer des Yang-Stils des Taijiquan                           |       |       |
|     | María Uicab                   | Maya-Priesterin von Tulum                                      |       |       |
|     | Carl Hildenbrand              | deutscher Rechtswissenschaftler                                |       |       |